# Royal Challengers Bangalore
Les Bangalore Royal Challengers sont une franchise indienne de cricket basée à Bangalore. Elle est fondée en 2008 lors de la création de l'Indian Premier League (IPL), une compétition de Twenty20 fondée par la fédération indienne, le BCCI. Les Royal Challengers terminent finalistes de l'IPL 2009.

## Histoire

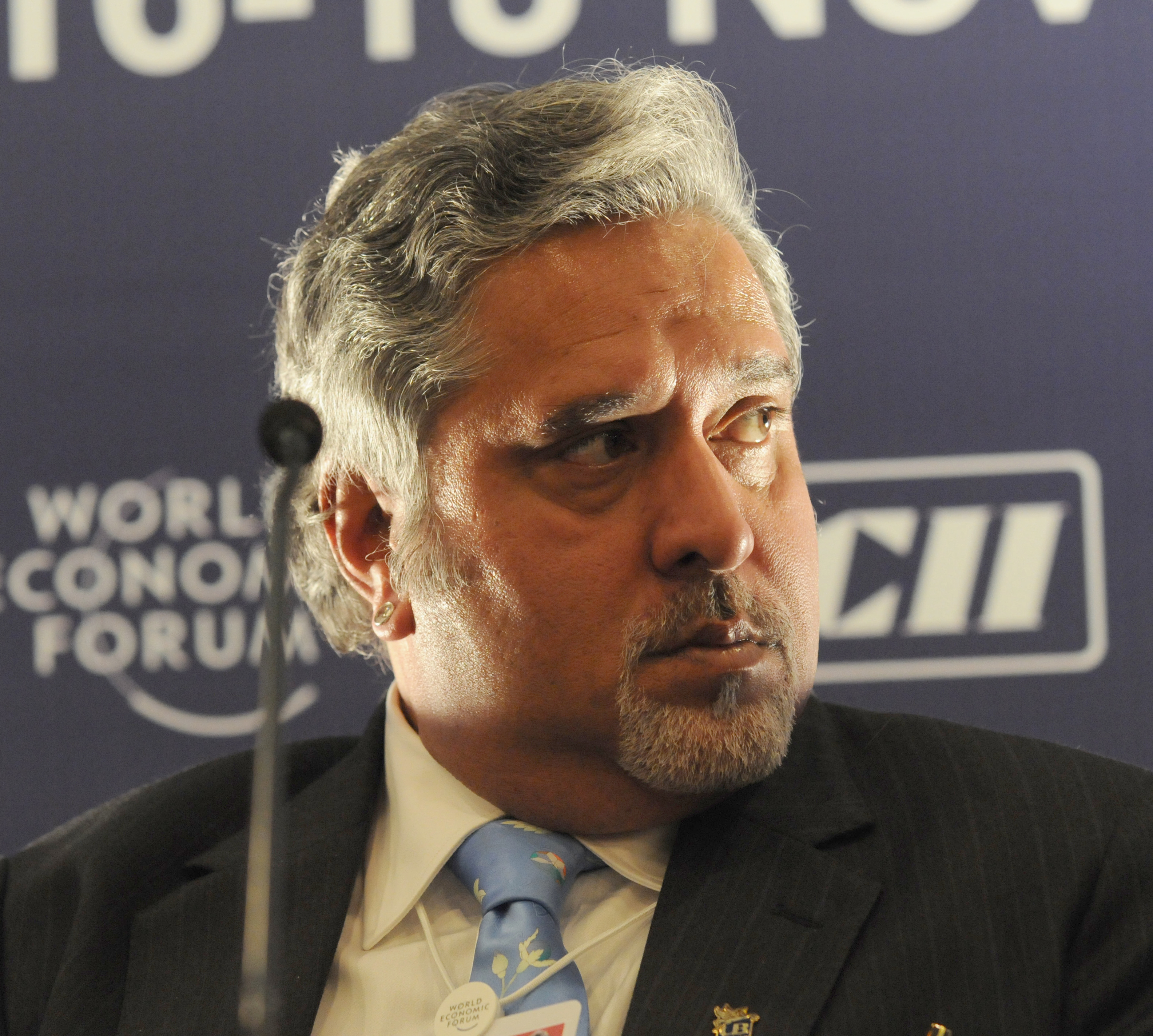
L'homme d'affaires Vijay Mallya achète la franchise de Bangalore en 2008.

La création de l'Indian Premier League est annoncée fin 2007 par le Board of Control for Cricket in India (BCCI). Les huit franchises de la compétition sont vendues aux enchères en janvier 2008. L'homme d'affaires indien Vijay Mallya et son groupe United Breweries Group acquièrent celle de Bangalore pour 111,6 millions de dollars américains. C'est la deuxième franchise inaugurale la plus chère de la ligue, juste derrière celle de Bombay (Mumbai Indians).
Le 20 février, soixante-dix-sept internationaux ou anciens internationaux des principales nations du cricket sont « mis aux enchères » : chaque joueur est embauché par la franchise qui lui propose le plus haut salaire. En tant qu'« icon player » Rahul Dravid est automatiquement affecté à l'équipe de sa région d'origine tout en étant assuré de toucher 15 % de plus que le deuxième plus haut salaire de sa franchise : il rejoint donc les futurs « Royal Challengers ».
En 2008, les Royal Challengers finissent septièmes sur huit lors de la phase de ligue. Le joueur de l'équipe d'Angleterre Kevin Pietersen est recruté l'année suivante pour 1,55 million de dollars américains, un record pour l'IPL partagé, la même année, avec son compatriote Andrew Flintoff (Chennai Super Kings)). Ils achèvent la saison régulière à la troisième place et, après avoir éliminé les Chennai Super Kings en demi-finale, perdent face aux Deccan Chargers en finale.

## Bilan

### Palmarès
- Indian Premier League : finalistes en 2009.
- Ligue des champions : une participation, deuxième tour en 2009.

### Bilan saison par saison
| Saison   | Résultat final                              | Saison régulière |
| -------- | ------------------------------------------- | ---------------- |
| IPL 2008 | Éliminés au premier tour                    | 7e sur 8         |
| IPL 2009 | Finalistes (face aux Deccan Chargers)       | 3e sur 8         |
| IPL 2010 | 3e (petite finale face aux Deccan Chargers) | 4e sur 8         |
| IPL 2011 | Finalistes (face aux Mumbai Indians)        | 1er sur 10       |
| IPL 2012 | Éliminés au premier tour                    | 5e sur 9         |
| IPL 2013 | Éliminés au premier tour                    | 5e sur 9         |

## Personnalités

### Capitaines et entraîneurs

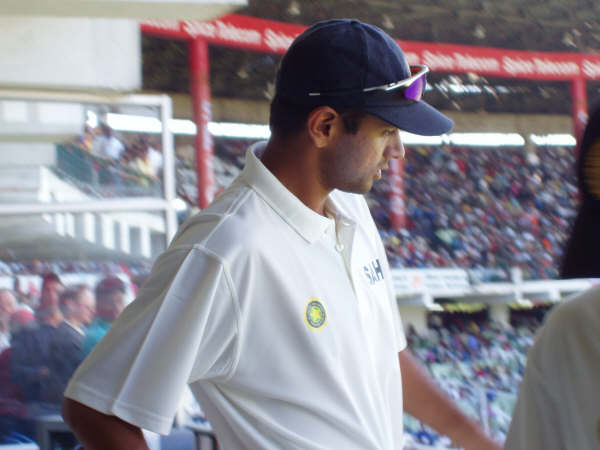
Rahul Dravid, capitaine des Royal Challengers en 2008.

| Saisons   | Capitaine(s)                 | Entraîneur |
| --------- | ---------------------------- | ---------- |
| 2008      | Rahul Dravid                 |            |
| 2009      | Kevin Pietersen, Anil Kumble |            |
| 2009-2010 | Anil Kumble                  |            |
| 2011-2012 | Daniel Vettori               |            |
| 2012-     | Virat Kohli                  |            |